# Campionati mondiali di pattinaggio di velocità su distanza singola 2024 - 5000 m femminili
L'evento dei 5000m femminili dei Campionati mondiali di pattinaggio di velocità su distanza singola 2024 si è svolto il 18 febbraio 2024 alla Olympic Oval di Calgary, in Canada.

## Risultati
| Pos | Pair | Corsia | Atleta                | NOC         | Tempo   | Diff   |
| --- | ---- | ------ | --------------------- | ----------- | ------- | ------ |
| 1   | 5    | i      | Joy Beune             | Paesi Bassi | 6:47.72 |        |
| 2   | 4    | i      | Irene Schouten        | Paesi Bassi | 6:48.98 | +1.26  |
| 3   | 4    | o      | Martina Sáblíková     | Rep. Ceca   | 6:51.88 | +4.16  |
| 4   | 5    | o      | Ragne Wiklund         | Norvegia    | 6:52.46 | +4.74  |
| 5   | 1    | o      | Isabelle Weidemann    | Canada      | 6:55.47 | +7.75  |
| 6   | 6    | i      | Valérie Maltais       | Canada      | 7:02.61 | +14.89 |
| 7   | 6    | o      | Yang Binyu            | Cina        | 7:03.74 | +16.02 |
| 8   | 2    | i      | Laura Lorenzato       | Italia      | 7:04.53 | +16.81 |
| 9   | 1    | i      | Momoka Horikawa       | Giappone    | 7:04.57 | +16.85 |
| 10  | 3    | i      | Jin Wenjing           | Cina        | 7:08.75 | +21.03 |
| 11  | 2    | o      | Sofie Karoline Haugen | Norvegia    | 7:16.71 | +28.99 |
| 12  | 3    | o      | Josie Hofmann         | Germania    | 7:16.80 | +29.08 |